# Gargrave
Gargrave – wieś w Anglii, w hrabstwie North Yorkshire, w dystrykcie (unitary authority) North Yorkshire. Leży 68 km na zachód od miasta York i 306 km na północny zachód od Londynu. W 2001 miejscowość liczyła 1764 mieszkańców.